# Gumpert Apollo
Gumpert Apollo je prvi automobil njemačke manufakture Gumpert i prvi samostalni projekt bivšeg direktora Audijevog sportskog odjela Rolanda Gumperta. Godišnje se proizvede 24 Apolla, što je maksimalni kapacitet Gumpertove tvornice. Za 2009. godinu planira se proširenje tvornice i povećanje proizvodnih kapaciteta na 25 automobila godišnje. Koristi 4.2 litreni V8 motor iz Audija, pojačan na 650 KS. 2006. pojavila se verzija Sport s motorom od 800 KS i aerodinamičnim dodacima. Do kraja 2008. proizvedeno je 40 Apolla.

## Performanse
- 0-100 km/h - 3.0 s
- 0-200 km/h - 8.9 s
- Maksimalna brzina - 360 km/h

## Vanjska poveznica
- Gumpert Sportwagenmanufaktur